# 厚東常吉
厚東 常吉（ことう/こうとう つねきち、1884年（明治17年）6月4日 - 1968年（昭和43年）9月12日）は、大正から昭和時代の政治家。実業家。衆議院議員。山口県会議長。旧姓は竹中。号は沐雨、暴雷。

## 経歴
竹中乕吉の三男として、山口県熊毛郡八代村（熊毛町を経て現周南市）に生まれる。幼くして阿武郡椿東村船津（現萩市椿東船津）の叔父厚東武勝の養子となる。萩中学校中退。
椿東村会議員、萩町会議員、阿武郡会議員、1939年（昭和14年）9月、山口県会議員、同参事会員、1941年（昭和16年）11月、同議長を歴任した。
ほか、財界では萩実業会会長、萩商工会、山口県商工経済会、同国民健康保険組合連合会各顧問、同司法保護委員会参与、萩竹材、萩土地建物、長門峡自動車、萩グランド、萩興業建物各取締役社長、常茂恵ホテル社長を務めた。
1946年（昭和21年）4月の第22回衆議院議員総選挙では山口全県区から日本自由党所属で出馬し当選。衆議院議員を1期務めた。
晩年は萩松陰神社維持会会長として松陰神社の復興に尽くした。